# Johann Reinhart von Dalwigk zu Lichtenfels
Johann Reinhart von Dalwigk zu Lichtenfels (* 24. April 1667; † 29. April 1737 in Kassel) war Hessen-Kasseler Verwaltungsbeamter und Diplomat.

## Leben
Johann Reinhart von Dalwigk zu Lichtenfels entstammte dem hessischen Uradelsgeschlecht derer von Dalwigk. Er war ein Sohn des Leutnants Wilhelm Dalwigk zu Lichtenfels (1642–1683) und dessen Ehefrau Anna Helena geb. Klauer (1635–1683).
Er absolvierte ein Studium der Rechtswissenschaften an der Universität Marburg, wo er 1686 immatrikuliert war. Im Jahre 1699 war er Hessen-Kasselscher Rat und ab 1701 Hofmeister. In dieser Funktion oblag ihm die Leitung der Hauswirtschaft und des Dienstes um die Person des Landgrafen Karl. Er wurde Geheimer Rat und war 1703 Gesandter in Den Haag und 1713 bei den Friedensverhandlungen in Utrecht nach dem Ende des Spanischen Erbfolgekrieges beteiligt. Ab 1711 war er Kammer-Präsident in Kassel.